# Gutter (Traktormarke)
Das Unternehmen F. X. Gutter war ein deutscher Landtechnik- und Traktorenhersteller in Weißenhorn, Landkreis Neu-Ulm.

## Geschichte
Die Firma Gutter wurde im Jahr 1864 gegründet und war in den Anfangsjahren als Reparaturwerkstatt für Landmaschinen tätig. Nach einem Umzug auf das Gelände einer ehemaligen Mühle (1898) begann das Unternehmen in Eigenregie landwirtschaftliche Geräte, wie zum Beispiel Pflüge, Dreschmaschinen und Schrotmühlen zu produzieren. Im Jahr 1929 beschlossen die Nachkommen des Unternehmensgründers die Aufteilung der Firma. Während Ludwig Gutter auf dem Gelände der alten Mühle verblieb und sich auf die Produktion von Schrotmühlen konzentrierte, baute Franz Xaver Gutter eine eigene Produktionsstätte unter dem Firmennamen „F.X. Gutter Dreschmaschinen-Fabrik“ auf.

## Traktorenproduktion
1936 erfolgte der Einstieg in den Traktorenbau. Die Schlepper stellten zu ihrer Zeit moderne Konstruktionen dar und wurden in Kleinserie produziert. Das Unternehmen stellte nur wenige Bauteile selbst her und verwendete fast ausschließlich Bauteile von Zulieferern, wie zum Beispiel Deutz, MWM, Prometheus, Bosch, Hurth und Haugg. Das Hauptabsatzgebiet der Marke lag in Süddeutschland, vornehmlich in Bayern und Baden-Württemberg, es wurden aber auch Traktoren ins Rheinland und das übrige Gebiet der damaligen Bundesrepublik Deutschland verkauft. Der stärkste Schlepper aus dem Hause Gutter hatte 25 PS. Die Traktorenproduktion endete im Jahr 1958. Insgesamt hat die Firma F. X. Gutter zwischen 800 und 1000 Schlepper produziert.

## Baureihen (Auswahl)
| Typ   | Motor         | Zylinder   | Hubraum  | Leistung | Bauzeit   |
| ----- | ------------- | ---------- | -------- | -------- | --------- |
| 25 PS | Deutz F2M 414 | 2-Zylinder | 2199 cm³ | 25 PS    | 1952      |
| G 12  | MWM AKD 12E   | 1-Zylinder | 905 cm³  | 12 PS    | 1952–1955 |
| G 15  | Deutz F1L 514 | 1-Zylinder | 1330 cm³ | 15 PS    | 1955      |
| G 16  | MWM KD 211 Z  | 2-Zylinder | 1250 cm³ | 16 PS    | 1953–1955 |
| G 22  | Deutz FL2 612 | 2-Zylinder | 1527 cm³ | 22 PS    | 1954–1960 |
| G 24  | Deutz F2L 712 | 2-Zylinder | 1700 cm³ | 24 PS    | 1954–1960 |